# Mustasaari (ö i Finland, Norra Savolax, Norra Savolax, lat 63,75, long 26,78)
Mustasaari är en ö i Finland. Den ligger i sjön Yläjärvi och i kommunen Kiuruvesi i den ekonomiska regionen  Övre Savolax ekonomiska region  och landskapet Norra Savolax, i den centrala delen av landet, 400 km norr om huvudstaden Helsingfors. Öns area är 1,8 hektar och dess största längd är 220 meter i sydöst-nordvästlig riktning.